# 62. pehotni polk (Italija)
62. pehotni polk Sicilia/Trento (izvirno italijansko 62º Reggimento fanteria) je bil pehotni polk (Kraljeve) Italijanske kopenske vojske.

## Zgodovina
Med prvo svetovno vojno je bil polk nastanjen na italijanski fronti, v Albaniji, Makedoniji in v Bolgariji, medtem ko je bil polk med drugo svetovno vojno (1941-43) nastanjen v Severni Afriki.